# Colle Puzzillo
Colle Puzzillo è un rilievo degli Appennini centrali che si trova nel Lazio, nella provincia di Rieti, nel comune di Borbona.